# Cóbdar (área volcánica)
El área de Cóbdar es una región volcánica de la provincia de Almería, situado al N de dicha provincia, entre los pueblos de Cóbdar, Líjar, Chercos, Macael y Albanchez, no muy lejos de cabo de Gata.

## Aspecto
Es una región volcánica salpicados de conos volcánicos y algún estratovolcán. La mayoría de ellos están erosionados, a la que se han convertido en domos. Las calderas volcánicas, son también numerosas, a las que son apreciables a primera vista; en que el paso de los tiempos, se han convertido la mayoría de ellos en valles redondos. También está lleno de diques volcánicos.

## Vulcanismo
Mayormente, está compuesta de gabro y dolerita, en otras palabras, las rocas volcánicas son especialmente dominantes, pero también pueden encontrarse algunas rocas sedimentarias y metamórficas como el mármol, ya que la edad de los volcanes de la zona es del jurásico. Otra roca dominante es el xenolito. El origen de cómo nació, fue debido a los movimientos de muchas fallas y cabalgamientos durante épocas pasadas, y claramente, porque pertenece a la Arco Orogénico del Bético-Rif. 